# Changling
Changling léase Chang-Líng (en chino:长岭县, pinyin:Chánglǐng xiàn) es un condado bajo la administración directa de la ciudad-prefectura de Songyuan. Se ubica en la provincia de Jilin , noreste de la República Popular China . Su área es de 5781 km² y su población total para 2010 fue de +600 mil habitantes.

## Administración
El condado de Changling se divide en 31 pueblos que se administran en 12 poblados y 19 villas.